# Wolfschneiderhof Taufkirchen
Das Museum im Wolfschneiderhof ist das Museum der Gemeinde Taufkirchen bei München.

## Das Gebäude
Der Wolfschneiderhof ist ein um 1800 errichteter Kleinbauernhof mit Stadel und Scheune. Er vermittelt einen Eindruck vom kargen Leben der Kleinbauern im Hachinger Tal um die Jahrhundertwende.
Das Gebäude steht, unter der Aktennummer D-1-84-145-4, unter Denkmalschutz.

## Ausstellung
Das Museum wird betreut vom Gemeindeheimatpfleger der Gemeinde Taufkirchen. 
Internet = www.meintaufkirchen.de.
Im früheren Wohnhaus sind Stube, Kammer, Küche und Vorratskammer zu besichtigen. 
Im Obergeschoss befinden sich Vitrinenräume mit verschiedenen Themenbereichen. sieht man eine Reihe historischer Fotografien von Taufkirchen. In der ehemaligen Scheune sind landwirtschaftliche Geräte untergebracht. Der Stadel dient zu Veranstaltungszwecken. Ein Backhaus, ein Geräteschuppen und ein Bauerngarten vervollständigen die Anlage.